# كلوزابين
كلوزابين هو دواء مهدئ يستخدم في علاج الفصام، وكذلك يستخدم في بعض الأحيان خارج التسمية لعلاج الاضطراب الثنائي القطب واضطراب الشخصية الحدية. ومن أول مضادات الذهان غير التقليدية التي طُوِّرَت، وتم اكتشافه لأول مرة في أوروبا في عام 1971، ولكن تم سحبه من الشركة المصنعة في عام 1975 بعد أن تبين أن يسبب ندرة المحببات، وهي حالة تنطوي على انخفاض خطير في عدد خلايا الدم البيضاء مما يؤدي لموت بعض المرضى وفي عام 1989 بعد ما أظهرت الدراسات أنه فعال في علاج الفصام المقاوم للعلاج. وافقت إدارة الأغذية والأدوية الأمريكية (FDA) على استخدام كلوزابين فقط من أجل ذلك الاستخدام، الأمر الذي يتطلب خلايا الدم البيضاء والعدلة المطلقة. وتطلب إدارة الاغذية والعقاقير أيضا كلوزابين لتنفيذ خمسة تحذيرات لندرة المحببات، والنوبات المرضية، والتهاب عضلة القلب، \«الآثار السلبية للقلب والأوعية الدموية والجهاز التنفسي»، و «زيادة معدل الوفيات في المرضى المسنين المصابين بالذهان المتصلة بالخرف». وفي عام 2002 وافقت إدارة الاغذية والعقاقير كلوزابين للحد من مخاطر السلوك الانتحاري لمرضى الفصام.
وعادة ما تستخدم كلوزابين فقط للمرضى الذين لم يستجيبوا للعلاجات الأخرى المضادة للذهان بسبب خطرها على التسبب في ندرة المحببات وكذلك تكاليف الحاجة إلى إجراء اختبارات الدم باستمرار خلال فترة العلاج. غير أنه، واحد من أكثر الخيارات الفعالة في العلاج المضاد للذهان. ويتم مراقبة المرضى أسبوعيا خلال الأشهر الستة الأولى. وإذا لم تكن هناك قابلية للمريض يمكن مراقبته كل أسبوعين لمدة ستة أشهراضافية. بعد ذلك، فإن المريض قد يتأهل لكل مراقبة لمدة أربعة أسابيع. وللكلوزابين العديد من الآثار الجانبية الحادة بما في ذلك ندرة المحببات، والنوبات المرضية، ويرتبط بالتهاب عضلة القلب ومرض السكري وعلى الرغم من أنه لم يتم تأكيد تلك العلاقات. بالإضافة إلى ذلك، فانه غالبا ما يسبب آثار جانبية أقل خطورة مثل اللعاب وزيادة الوزن.
ويعد من أقل الاحتمالات المتسببة في آثار جانبية خارج هرمية. ويعد من الأساسيات التي على قائمة منظمة الصحة العالمية للأدوية، وفي قائمة الأدوية المهمة في النظام الصحي الأساسي.

## الاستخدامات الطبية
كلوزابين من المخدرات المهدئة التي ينصح بها في المقام الأول للمرضى الذين لا يستجيبون لأدوية الذهان وهو من الأدوية غير النمطية التقليدية، وغيرها. وهو يستخدم بشكل أساسي في علاج الفصام المقاوم للعلاج، وهو مصطلح يستخدم لفشل أعراض المرض لاثنين على الأقل من مضادات الذهان المختلفة. وقد تبين أن تكون أكثر فعالية في الحد من أعراض الفصام من مضادات الذهان التقليدية القديمة، مع تأثيرات أكثر وضوحا في أولئك الذين استجابوابشكل سيئ لأدوية أخرى.و يعد معدل الانتكاس أقل وقبول المريض أفضل. وهناك بعض الأدلة بأن كلوزابين قد يقلل الميل لتعاطي المخدرات في مرضى الفصام.
كان هناك تقرير لحالة واحدة من الاستخدام الناجح للكلوزابين في زيادة فصل كيناز الكرياتين (في غياب المتلازمة الخبيثة للذهان) في مريض مصاب بالفصام حيث كانت مضادات الذهان غير التقليدية الأخرى لم تكن ناجحة.
وهناك عدد من التقارير تشير إلى أن كلوزابين يمكن أن يكون علاجا فعالا لمرض انفصام الشخصية في الوقت نفسه قد يقلل بعض الأعراض المصاحبة لمرض باركنسون، مثل الإرتعاش وخلل الحركة. خلافا لمضادات الذهان النمطية مثل هالوبيريدول وبعض مضادات الذهان غير التقليدية مثل ريسبيريدون، كلوزابين لا ينتتج أعراض الشلل الارتعاشي، حتى في تناول جرعات عالية. لم تتم الموافقة على كلوزابين من إدارة الغذاء والدواء (FDA) لعلاج المشكلات السلوكية لدى البالغين الأكبر سنا الذين يعانون من الخرف.

## الآثار السلبية
قد يسبب كلوزابين آثار جانبية. بعضها خطيرة ويحتمل أن تكون قاتلة. وتشمل الآثار الجانبية الإمساك الشديد، والتبول في الفراش، والترويل ليلاً، وتصلب العضلات، والتخدير، والهزات، وانخفاض ضغط الدم الانتصابي، وارتفاع السكر في الدم، وزيادة الوزن.
يحمل كلوزابين أيضا خمسة تحذيرات من الصندوق الأسود، بما في ذلك تحذيرات لندرة المحببات، والاكتئاب، ونقص الكريات البيضاء، وقلة العدلات، والاضطرابات، ونخاع العظم، والخرف، وانخفاض ضغط الدم، والتهاب عضلة القلب، وانخفاض ضغط الدم الانتصابي (مع أو بدون إغماء) والنوبات المرضية.
شهد العديد من المرضى الذكور وقف القذف أثناء النشوة الجنسية كأثر جانبي للكلوزابين، على الرغم من أن هذا لم يتم توثيقه في أدلة المخدرات الرسمية.
ومع ذلك، فإن العديد من الآثار الجانبية يمكن التحكم بها ولا تستدعي بالضرورة التوقف.

### ندرة المحببات
يحذر الصندوق الأسود من كلوزابين حيث أنه من الأدوية التي تسبب ندرة المحببات. ودون مراقبة، تحدث ندرة المحببات في حوالي 1٪ من المرضى الذين يتناولون كلوزابين خلال الأشهر الأولى من العلاج؛ ويزداد خطر الإصابة بعد حوالي ثلاثة أشهر من العلاج، وتنخفض بعد ذلك إلى حد كبير، إلى أقل من 0.01٪ بعد سنة.
ندرة المحببات الناجمة عن كلوزابين يمكن أن تكون عابرة.

### تسمم القلب
التهاب عضلة القلب هو أحد الآثار الجانبية القاتلة أحيانا من كلوزابين، الذي يتطور عادة في غضون الشهر الأول من ابتدائه. ومن المظاهر الأولى من المرض هي الحمى التي قد تكون مصحوبة للأعراض المصاحبة للجهاز التنفسي العلوي والجهاز الهضمي أو التهاب المسالك البولية. عادة بروتين سي التفاعلي (CRP) يزيد مع بداية الحمى وارتفاع في انزيم القلب، والتروبونين، وقد تصل إلى 5 أيام في وقت لاحق. ومن المبادئ التوجيهية ينصح فحص بروتين سي التفاعلي والتروبونين بشكل أساسي وأسبوعيا لمدة 4 أسابيع الأولى بعد بدء كلوزابين ويجب مراقبة المريض في حالة وجود علامات وأعراض المرض. علامات فشل القلب هي أقل شيوعا ويمكن أن تتطور مع ارتفاع التروبونين. وجدت دراسة حديثة لمراقبة الحالة أن خطر الناجم عن كلوزابين التهاب عضلة القلب تزداد مع معدل زيادة جرعة كلوزابين، وزيادة العمر ويصاحب ذلك فالبروات الصوديوم.

### نقص الحركة الهضمية
من الآثار الجانبية المهددة للحياة هو نقص حركة الجهاز الهضمي، والتي قد تظهر إمساك شديد، انحشار البراز، والعلوص الشللي، وانسداد في الامعاء، وتضخم القولون الحاد، ونقص التروية أو النخر. ويوصى برصد وظيفة الأمعاء، والحالات غير المعالجة تكون قاتلة في بعض الأحيان.

### اللعاب
في حين كلوزابين هو مضاد للمسكارينية في م 1، وم 2، وم 3، ومستقبلات م 5، فكلوزابين هوالمضاد الكامل لهذه المسكارينيات الموجودين في الغدة اللعابية، ويعتقد النشاط ناهض للمسكارين ام 4 ليكون مسؤولا عن اللعاب.

### الجهاز العصبي المركزي
وتشمل الآثار الجانبية للجهاز العصبي المركزي النعاس، والدوار، والصداع، والرعاش، والإغماء، واضطرابات النوم، والكوابيس، والأرق، وصعوبة الحركة، والإثارة، والنوبات المرضية والصلابة، وصعوبة الجلوس، والارتباك، والتعب، والأرق، وفرط الحراك والضعف والخمول، والترنح، وثقل اللسان، والاكتئاب، والرمع العضلي.
والقلق. ونادرا ما يشاهد الأوهام والهلوسة والهذيان وفقدان الذاكرة، وزيادة الرغبة الجنسية أو نقصانها، وجنون العظمة والتهيج، ويكون مُخَطَّطُ كَهْرَبِيَّةِ الدَّمَاغِ غير طبيعي، وتفاقم الذهان، والتنمل، وحالة صرعية، وأعراض الوسواس القهري. على غرار مضادات الذهان الأخرى كلوزابين نادرا ما كان معروفا أنه يسبب المتلازمة الخبيثة للذهان.

### سلس البول
يرتبط كلوزابين بسلس البول على الرغم من أن ذلك قد يكون غير واضحا ً.

### آثار الإنسحاب
قد يؤدي الانسحاب المفاجئ لآثار انتعاش كوليني، واضطرابات الحركة الشديدة وكذلك المعاوضة ذهاني شديد. وقد أوصى أن المرضى والأسر ومقدمي الرعاية على بينة من أعراض ومخاطر الانسحاب المفاجئ للكلوزابين. عندما وقف كلوزابين، فمن المستحسن تقليل الجرعة تدريجيا للحد من شدة آثار الانسحاب.

### زيادة الوزن والسكري
ارتفاع السكر في الدم بالإضافة إلى تلك الأعراض، وكثيرا ما شهد المرضى الذين عولجوا بكلوزابين زيادة الوزن بشكل ملحوظ. وقد ثبت أيضاُ أن الجلوكوز والإاختلال في السمنة أن تكون مكونات متلازمة الأيض، ويمكن أن تزيد من خطر الإصابة بأمراض القلب والأوعية الدموية. وتشير البيانات إلى أن كلوزابين قد تكون أكثر عرضة للتسبب بتأثيرات أيضية سلبية من بعض مضادات الذهان غير التقليدية الأخرى. وقد أنشأت دراسة أن الأولانزابين وكلوزابين تزعج عملية الأيض عن طريق جعل الجسم يأخذ زيادة من احتياجاتها من الطاقة من الدهون (بدلا من أخذها الكربوهيدرات). وتبقى مستويات الكربوهيدرات المتبقية عالية، وقد يطور الجسم مقاومة الأنسولين (مما يسبب السكري).

## التفاعلات
يثبط فلوفوكسامين عملية التمثيل الغذائي للكلوزابين مما يؤدي إلى ارتفاع كبير في مستويات الدم من كلوزابين.
عند استخدام كربمزبين بالتزامن مع كلوزابين، تبين ان انخفاض مستويات البلازما من كلوزابين بشكل كبير مما يقلل من الآثار المفيدة للكلوزابين. وينبغي رصد المرضى ل «انخفاض الآثار العلاجية للكلوزابين إذا الكاربامازيبين» قل أو زاد. إذا توقف كاربامازيبين أو تقللت جرعة من كاربامازيبين، ينبغي رصد الآثار العلاجية للكلوزابين. توصي الدراسة الكاربامازيبين إلى عدم استخدامه بالتزامن مع كلوزابين بسبب زيادة خطر ندرة المحببات.
وقد ذكر تقرير حالة نشرت أن استخدام البنزوديازيبينات وكلوزابين بالتزامن يمكن أن يؤدي إلى رد فعل سلبي شديد مثل توقف التنفس، وتوقف القلب والموت المفاجئ.
سيبروفلوكساسين هو المانع من CYP1A2 وكلوزابين هو الركيزة الرئيسية CYP1A2. إن المعلومات التي تفرض لكلوزابين توصي «تخفيض جرعة من كلوزابين بنسبة الثلث من الجرعة الأصلية» عندما يتزامن مع سيبروفلوكساسين ويتم إضافة مثبطات CYP1A2 أخرى للعلاج، ولكن بمجرد إزالة سيبروفلوكساسين من العلاج، فمن المستحسن أن يعود كلوزابين إلى الجرعة الأصلية.

## الكيمياء
كلوزابين من المركبات التي ترتبط هيكليا بلوكسابين. وهو قابل للذوبان في الماء قليلا، وقابل للذوبان في الأسيتون، وشديد الذوبان في الكلوروفورم. ذوبانه في الماء 188.9 ملغم / لتر (25 °C). الشركة المصنعة لها، ونوفارتيس، ويدعي ذوبان <0.01٪ في الماء (<100 ملغم / لتر).

## آلية العمل
ويصنف كلوزابين باعتباره دواء مهدئا لأنه يربط السيروتونين وكذلك مستقبلات الدوبامين.
كلوزابين هو مضاد جزئي في الوحيدات 5-HT1A من مستقبلات السيروتونين، ويزعم أنه يحسن الاكتئاب، والقلق، والأعراض الإدراكية السلبية المرتبطة بالفصام.